# Seine (departement)

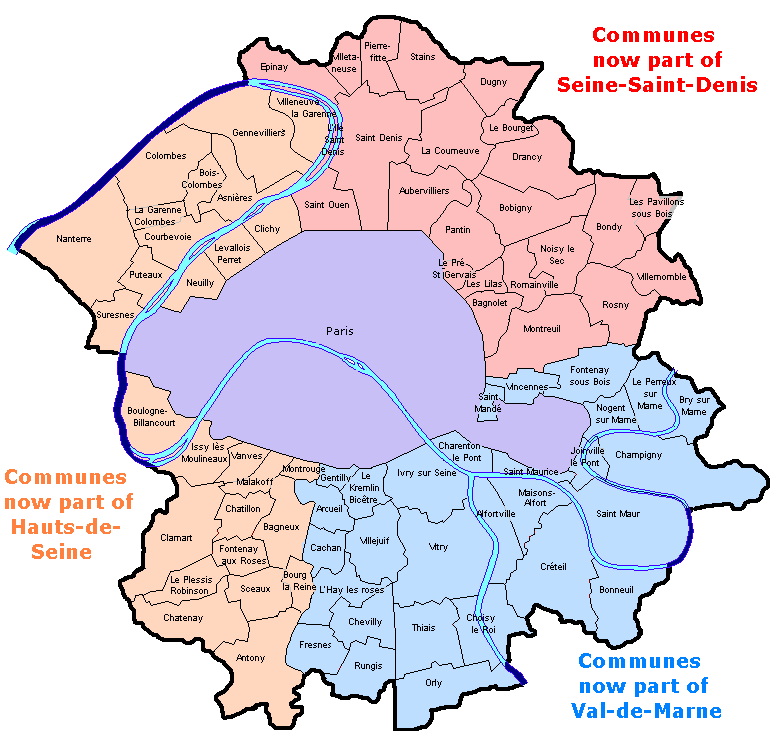
De creatie van de nieuwe departementen in 1968

Departement Seine (75) (Frans: département Seine) was een Frans departement. Het departement kwam op 4 maart 1790 tot stand onder de naam departement Parijs (département Paris), op 22 augustus 1795 werd de naam gewijzigd in departement Seine, naar de rivier de Seine die door Parijs stroomt.
De prefectuur (bestuur) zetelde in Parijs. Omdat Parijs tussen 1871 en 1977 geen burgemeester kende, was de prefect van het departement Seine de hoogste burgerlijke autoriteit van Parijs.
Van 1929 tot de opheffing van het departement in 1968 bestond het departement Seine uit Parijs en 80 omliggende communes. Het departement besloeg 480km2, 22% van dat gebied bestond uit Parijs en 78% uit omliggende gebieden. Het departement was onderverdeeld in drie arrondissementen (arrondissements). Op het Noorderdepartement na telde het departement Seine de meeste inwoners van alle Franse departementen

## Verdwijnen
Op 1 januari 1968 werd het departement Seine conform de wet van 10 juli 1964 opgeheven en in vier nieuwe departementen opgedeeld:
- Parijs (75) - Bestaande uit de gemeente Parijs. Het nieuwe departement krijgt het nummer 75 toegewezen, het nummer dat tot dan toe behoorde tot het departement Seine.
- Hauts-de-Seine (92) - Samenvoeging van 27 gemeenten van het voormalige departement Seine en 9 van het voormalige departement Seine-et-Oise (dat ook in 1968 werd opgeheven). Het nieuwe departement Hauts-de-Seine krijgt het nummer 92 toegewezen, het nummer dat in het verleden toebehoorde aan het departement Oran (Algerije).
- Seine-Saint-Denis (93) - Samenvoeging van 24 gemeenten van het voormalige departement Seine en 16 van het voormalige departement Seine-et-Oise. Als nummer kreeg het nieuwe departement 93 toegewezen. Dit nummer behoorde in het verleden toe aan het departement Constantine (Algerije).
- Val-de-Marne (94) - Samenvoeging van 29 gemeenten van het departement Seine en 18 gemeenten van het departement Seine-et-Oise. Als nummer kreeg het nieuwe departement 94 toegewezen, een nummer dat eertijds toebehoorde aan het Territoires du Sud, gelegen in het deel van de Sahara dat tot Franse Algerije behoorde.

## Lijst van prefecten
| Prefect                                        | ambtstermijn | partij        |
| ---------------------------------------------- | ------------ | ------------- |
| Claude Philibert Barthelot, comte de Rambuteau | 1833 - 1848  |               |
| Jean-Jacques Berger                            | 1848 - 1853  |               |
| Georges Eugène, baron Haussmann                | 1853 - 1870  | Bonapartist   |
| Jules Ferry                                    | 1870 - 1871  | GR            |
| Léon Say                                       | 1871 - 1872  | Centre Gauche |
| Marc Antoine Calmon                            | 1872 - 1873  | Republikein   |
| Émile Gustave Ferdinand Duval                  | 1873 - 1879  |               |
| Ferdinand Hérold                               | 1879 - 1882  | GR            |
| Thomas Charles Floquet                         | 1882         |               |
| Louis Oustry                                   | 1882 - 1883  |               |
| comte Eugène-René Poubelle                     | 1883 - 1896  |               |
| Justin Germain Casimir de Selves               | 1896 - 1911  | GR            |
| Marcel François Delanney                       | 1911 - 1918  |               |
| Auguste Alexandre Guillaume Autrand            | 1918 - 1922  |               |
| Hippolyte Juillard                             | 1922 - 1924  |               |
| Jean Marie Armand Naudin                       | 1924 - 1925  |               |
| Paul Frédéric Bouju                            | 1925 - 1929  |               |
| Georges Édouard Alexandre Renard               | 1929 - 1934  | SFIO          |
| Achille Villey-Desmeserets                     | 1934 - 1940  |               |
| Charles Paul Magny                             | 1940 - 1942  |               |
| René Bouffet                                   | 1942 - 1944  |               |
| Marcel Pierre Flouret                          | 1944 - 1946  |               |
| Roger Verlomme                                 | 1946 - 1950  |               |
| Georges Hutin                                  | 1950         |               |
| Paul Haag                                      | 1950 - 1955  | RPF           |
| Émile Pelletier                                | 1955 - 1958  | URAS          |
| Richard Pouzet                                 | 1958         |               |
| Jean Benedetti                                 | 1958 - 1963  |               |
| Raymond Haas-Picard                            | 1963 - 1966  |               |
| Maurice Doublet                                | 1966 - 1967  | DIFE/UNR      |

## Voetnoten
1. ↑  Na de opheffing van het departement kende men tot 1977 een voorzitter van de Gemeenteraad van Parijs als hoogste bestuurder van de stad